# Kobane Calling
Kobane Calling è un fumetto di Zerocalcare. Una parte dell'opera è stata pubblicata nel gennaio del 2015 sul settimanale Internazionale.
L'opera è un reportage in forma grafica del viaggio che ha portato l'autore al confine tra la Turchia e la Siria a pochi chilometri dalla città assediata di Kobanê, tra i difensori curdi (YPG e YPJ) del Rojava, opposti alle forze dello Stato Islamico.

## Trama
« E SBOOOM?»
«SBOOOM dipende.
Fuoco e poi SBOOOM è americani.
SBOOOM e basta è ISIS»
(Kobane Calling, Zerocalcare)
Nella prima parte del fumetto Zerocalcare racconta i motivi che lo hanno spinto nella piccola cittadina di Mehser, al confine turco-siriano, a poca distanza dalla città assediata di Kobanê, simbolo dell'agognata indipendenza della regione del Rojava, a maggioranza curda, contro le forze dello Stato Islamico. Il disegnatore racconta con umorismo gli esiti dell'annuncio, fatto ai genitori, della sua partenza verso Kobanê con un gruppo di volontari romani per supportare la resistenza curda e narrare obiettivamente il conflitto con testimonianze di prima mano. L'arrivo e la permanenza sono quindi tratteggiati nelle vignette con umorismo e digressioni tipiche dello stile di Zerocalcare ma con spirito critico verso le contraddizioni con cui internazionalmente vengono condotti gli interventi bellici e un fortissimo coinvolgimento emotivo verso le persone e i volontari conosciuti.

## Edizioni
- Zerocalcare, Kobane Calling, Internazionale, n. 1085 anno XXII, Internazionale srl, 16 gennaio 2015,  pp. 33-74, ISSN 1122-2832 (WC · ACNP).
- Zerocalcare, Kobane Calling, Milano, BAO Publishing, 12 aprile 2016,  p. 272, ISBN 978-88-6543-618-9.
- Zerocalcare, Kobane Calling. Oggi, Milano, BAO Publishing, 14 maggio 2020,  p. 312, ISBN 978-88-3273-459-1.
- Audiolibro, Storyside, 15 ottobre 2021 ISBN 978-91-7989-707-9

## Teatro
Il fumetto è stato trasposto in uno spettacolo teatrale, adattato e diretto da Nicola Zavagli, rappresentato in anteprima al Teatro del Giglio di Lucca all'interno del Lucca Comics & Games il 2 novembre 2018 e portato in tournée nella stagione teatrale 2019-2020. Lo spettacolo viene ripreso al Teatro Bellini di Napoli a maggio del 2022.